# شاين كولينز (لاعبة هوكي الحقل)
شاين كولينز (بالإنجليزية: Shane Collins)‏ هي لاعب هوكي الحقل نيوزيلندية، ولدت في 25 يوليو 1963.

## وصلات خارجية
- شاين كولينز على موقع أوليمبيديا (الإنجليزية)